# Odontomyia bipunctata
Odontomyia bipunctata är en tvåvingeart som beskrevs av Jacques-Marie-Frangile Bigot 1859. Odontomyia bipunctata ingår i släktet Odontomyia och familjen vapenflugor.
Artens utbredningsområde är Madagaskar. Inga underarter finns listade i Catalogue of Life.